# U-515 (tàu ngầm Đức)
U-515 là một tàu ngầm tấn công  Lớp Type IX thuộc phân lớp Type IXC được Hải quân Đức Quốc Xã chế tạo trong Chiến tranh Thế giới thứ hai. Nhập biên chế năm 1942, nó đã thực hiện được sáu chuyến tuần tra, đánh chìm được 22 tàu buôn và một tàu chiến phụ trợ với tổng tải trọng 151.046 GRT, gây tổn thất toàn bộ cho một tàu buôn và một tàu chiến với tổng tải trọng 4.668 GRT và 1.350 tấn, đồng thời gây hư hại cho một tàu buôn và một tàu chiến với tổng tải trọng với tổng tải trọng 6.034 GRT và 1.920 tấn. Trong chuyến tuần tra cuối cùng, U-515 bị các tàu hộ tống khu trục và máy bay xuất phát từ tàu sân bay hộ tống USS Guadalcanal của Hải quân Hoa Kỳ đánh chìm trong Đại Tây Dương về phía Bắc Madeira vào ngày 9 tháng 4, 1944.

## Thiết kế và chế tạo

### Thiết kế
Thiết kế của tàu ngầm Type IXC có kích thước hơi nhỉnh hơn so với phân lớp Type IXB dẫn trước. Chúng có trọng lượng choán nước 1.120 t (1.100 tấn Anh) khi nổi và 1.232 t (1.213 tấn Anh) khi lặn. Con tàu có chiều dài chung 76,76 m (251 ft 10 in), lớp vỏ trong chịu áp lực dài 58,75 m (192 ft 9 in), mạn tàu rộng 6,76 m (22 ft 2 in), chiều cao 9,60 m (31 ft 6 in) và mớn nước 4,70 m (15 ft 5 in).
Chúng trang bị hai động cơ diesel MAN M 9 V 40/46 siêu tăng áp 9-xy lanh 4 thì, tổng công suất 4.400 PS (3.200 kW; 4.300 bhp), dẫn động hai trục chân vịt đường kính 1,92 m (6,3 ft), cho phép đạt tốc độ tối đa 18,3 kn (33,9 km/h), và tầm hoạt động tối đa 13.450 nmi (24.910 km) khi đi tốc độ đường trường 10 kn (19 km/h). Khi đi ngầm dưới nước, chúng sử dụng hai động cơ/máy phát điện Siemens-Schuckert 2 GU 345/34 tổng công suất 1.000 PS (740 kW; 990 shp). Tốc độ tối đa khi lặn là 7,3 kn (13,5 km/h), và tầm hoạt động 63 nmi (117 km) ở tốc độ 4 kn (7,4 km/h). Con tàu có khả năng lặn sâu đến 230 m (750 ft).
Vũ khí trang bị có sáu ống phóng ngư lôi 53,3 cm (21 in), bao gồm bốn ống trước mũi và hai ống phía đuôi, và mang theo tổng cộng 22 quả ngư lôi 53,3 cm (21 in). Tàu ngầm Type IX trang bị một hải pháo 10,5 cm (4,1 in) SK C/32 với 110 quả đạn, một pháo phòng không 3,7 cm (1,5 in) SK C/30 và hai pháo phòng không 2 cm (0,79 in) C/30. Thủy thủ đoàn bao gồm 4 sĩ quan và 44 thủy thủ.

### Chế tạo
U-515 được đặt hàng vào ngày 14 tháng 2, 1940, và được đặt lườn tại xưởng tàu Deutsche Werft ở Hamburg vào ngày 8 tháng 5, 1941. Nó được hạ thủy vào ngày 2 tháng 12, 1941, và nhập biên chế cùng Hải quân Đức Quốc Xã vào ngày 21 tháng 2, 1942 dưới quyền chỉ huy của Hạm trưởng, Đại úy Hải quân Werner Henke.

## Lịch sử hoạt động

### 1942
Sau khi hoàn tất việc chạy thử máy và huấn luyện trong thành phần Chi hạm đội U-boat 4, U-515 được điều sang Chi hạm đội U-boat 10 từ ngày 1 tháng 9, 1942 để hoạt động trên tuyến đầu cho đến khi bị mất.

#### Chuyến tuần tra thứ nhất
Sau khi di chuyển từ cảng Kiel, Đức đến cảng Kristiansand, Na Uy vào giữa tháng 8, 1942, U-515 xuất phát từ đây vào ngày 15 tháng 8 cho chuyến tuần tra đầu tiên trong chiến tranh. Nó tiến ra Bắc Hải, rồi băng qua khe GI-UK giữa Iceland và quần đảo Faroe để vòng qua quần đảo Anh. Chiếc U-boat tiếp tục băng qua suốt Đại Tây Dương và hướng xuống phía Tây Nam để hoạt động dọc theo bờ biển Đông Bắc của lục địa Nam Mỹ.

### 1944

#### Chuyến tuần tra thứ sáu – Bị mất

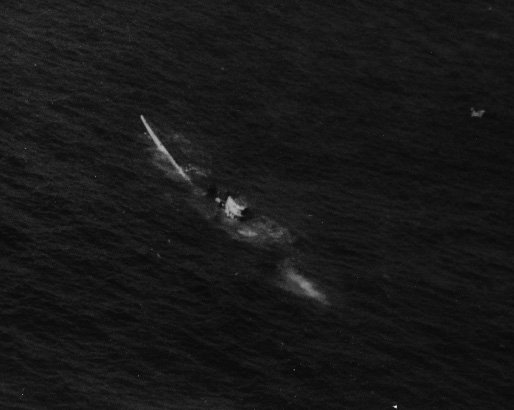
U-515 đang bị đắm

U-515 khởi hành từ Lorient vào ngày 30 tháng 3, 1944 cho chuyến tuần tra thứ sáu, cũng là chuyến cuối cùng, và đã tiến ra Đại Tây Dương theo hướng Nam đến vùng biển ngoài khơi Maroc. Vào ngày 8 tháng 4, chiếc tàu ngầm bắt gặp một máy bay xuất phát từ tàu sân bay nên đã lặn xuống ẩn nấp; tuy nhiên khi trồi lên mặt nước một giờ sau đó, nó bị một máy bay khác ném bom tấn công. Chiếc tàu ngầm đã chống trả bằng pháo phòng không 3,7 cm; tuy nhiên cả hai phía đều không chịu thiệt hại nào.
Sang ngày hôm sau 9 tháng 4, ở vị trí về phía Bắc Madeira, U-515 bị các tàu hộ tống khu trục USS Pillsbury, USS Pope, USS Flaherty và USS Chatelain của Hải quân Hoa Kỳ tấn công bằng mìn sâu. Do bị ngập nước và không thể kiểm soát độ sâu, chiếc U-boat buộc phải trồi lên mặt nước, nơi nó bị tấn công bởi rocket phóng từ máy bay nẹm bom-ngư lôi TBM Avenger và máy bay tiêm kích F4F Wildcat thuộc Liên đội VC-58 xuất phát từ tàu sân bay hộ tống USS Guadalcanal, phối hợp với hải pháo từ các tàu chiến. U-515 bị đánh chìm tại tọa độ 34°35′B 19°18′T / 34,583°B 19,3°T.
Mười sáu người trong số thành viên thủy thủ đoàn của U-515 đã tử trận, và có 44 người sống sót, bao gồm Đại úy hạm trưởng Werner Henke, được các tàu hộ tống khu trục cứu vớt rồi chuyển sang tàu sân bay USS Guadalcanal. Vào tháng 6, 1944, đang khi bị giam giữ như tù binh chiến tranh tại Fort Hunt, Virginia, Henke bị bắn chết khi tìm cách đào thoát khỏi trung tâm thẩm vấn.

### "Bầy sói" tham gia
U-515 từng tham gia bốn bầy sói:
- Westwall (8 tháng 11 – 16 tháng 12, 1942)
- Unverzagt (12 – 19 tháng 3, 1943)
- Seeräuber (25 – 30 tháng 3, 1943)
- Schill 1 (16 – 22 tháng 11, 1943)

### Tóm tắt chiến công
U-515 đã đánh chìm được 22 tàu buôn và một tàu chiến phụ trợ với tổng tải trọng 151.046 GRT, gây tổn thất toàn bộ cho một tàu buôn và một tàu chiến với tổng tải trọng 4.668 GRT và 1.350 tấn, đồng thời gây hư hại cho một tàu buôn và một tàu chiến với tổng tải trọng với tổng tải trọng 6.034 GRT và 1.920 tấn.
| Ngày              | Tên tàu           | Quốc tịch              | Tải trọng | Số phận          |
| ----------------- | ----------------- | ---------------------- | --------- | ---------------- |
| 12 tháng 9, 1942  | Stanvac Melbourne | Panama                 | 10.013    | Bị đánh chìm     |
| 12 tháng 9, 1942  | Woensdrecht       | Netherlands            | 4.668     | Tổn thất toàn bộ |
| 13 tháng 9, 1942  | Nimba             | Panama                 | 1.854     | Bị đánh chìm     |
| 13 tháng 9, 1942  | Ocean Vanguard    | United Kingdom         | 7.174     | Bị đánh chìm     |
| 14 tháng 9, 1942  | Harborough        | United Kingdom         | 5.415     | Bị đánh chìm     |
| 15 tháng 9, 1942  | Sørholt           | Norway                 | 4.801     | Bị đánh chìm     |
| 17 tháng 9, 1942  | Mae               | United States          | 5.607     | Bị đánh chìm     |
| 20 tháng 9, 1942  | Reedpool          | United Kingdom         | 4.838     | Bị đánh chìm     |
| 23 tháng 9, 1942  | Antinous          | United States          | 6.034     | Bị hư hại        |
| 23 tháng 9, 1942  | Lindvangen        | Norway                 | 2.412     | Bị đánh chìm     |
| 12 tháng 11, 1942 | HMS Hecla         | Hải quân Hoàng gia Anh | 10.850    | Bị đánh chìm     |
| 12 tháng 11, 1942 | HMS Marne         | Hải quân Hoàng gia Anh | 1.920     | Bị hư hại        |
| 7 tháng 12, 1942  | Ceramic           | United Kingdom         | 18.713    | Bị đánh chìm     |
| 4 tháng 3, 1943   | California Star   | United Kingdom         | 8.300     | Bị đánh chìm     |
| 9 tháng 4, 1943   | Bamako            | Free France            | 2.357     | Bị đánh chìm     |
| 30 tháng 4, 1943  | Bandar Shahpour   | United Kingdom         | 5.236     | Bị đánh chìm     |
| 30 tháng 4, 1943  | Corabella         | United Kingdom         | 5.682     | Bị đánh chìm     |
| 30 tháng 4, 1943  | Kota Tajandi      | Netherlands            | 7.295     | Bị đánh chìm     |
| 30 tháng 4, 1943  | Nagina            | United Kingdom         | 6.551     | Bị đánh chìm     |
| 1 tháng 5, 1943   | City of Singapore | United Kingdom         | 6.555     | Bị đánh chìm     |
| 1 tháng 5, 1943   | Clan Macpherson   | United Kingdom         | 6.940     | Bị đánh chìm     |
| 1 tháng 5, 1943   | Mokambo           | Belgium                | 4.996     | Bị đánh chìm     |
| 9 tháng 5, 1943   | Corneville        | Norway                 | 4.544     | Bị đánh chìm     |
| 18 tháng 5, 1943  | HMS Chanticleer   | Hải quân Hoàng gia Anh | 1.350     | Tổn thất toàn bộ |
| 17 tháng 12, 1943 | Kingswood         | United Kingdom         | 5.080     | Bị đánh chìm     |
| 20 tháng 12, 1943 | Phemius           | United Kingdom         | 7.406     | Bị đánh chìm     |
| 24 tháng 12, 1943 | Dumana            | United Kingdom         | 8.427     | Bị đánh chìm     |